# Cos sant
El terme cos sant o corposant (del llatí corpus sanctus) fa referència a les relíquies, normalment esquelets o mòmies, provinents de les catacumbes de Roma i considerades, sense gaire fonament, de màrtirs cristians sense identificar. També són anomenats, per això, màrtirs de les catacumbes. Tot i que no constaven als santorals ni al Martirologi romà, aquestes relíquies, portades a diversos llocs del món, especialment entre el final del segle xvi i la primera meitat del XIX, reben culte local, reconegut per l'Església, als temples on es troben, on són venerats com a sants.

## Història
A partir del segle xvi i el descobriment de moltes catacumbes, una gran quantitat de temples i autoritats civils de tota la cristiandat, desitjoses de tenir relíquies santes, van demanar la tramesa d'alguna d'aquestes restes que es pensava que corresponien a màrtirs dels primers segles del cristianisme, per tal de venerar-les com a màrtirs. Val a dir que la possessió de relíquies podia comportar que un lloc esdevingués meta de peregrinacions i, per tant, obtenia guanys econòmics considerables: això provocà que la demanda i el tràfic de relíquies augmentés notablement. Esglésies i corporacions municipals demanaven a Roma un cos de les catacumbes a canvi d'una donació o almoina o un pagament en diners, que es donava a la Santa Seu.

## Autenticitat
En cada moment, l'extracció de cossos de les catacumbes es controlava i hi havia un custodi de la Santa Seu que se n'encarregava i certificava l'autenticitat de les relíquies. Un dels primers fou Marcantonio Boldetti, que considerava que qualsevol persona enterrada a les catacumbes era un màrtir cristià dels tres primers segles de la nostra era. Encara que sovint aquests morts eren cristians, ja que era un tipus funerari propi d'aquesta fe, no necessàriament havien estat màrtirs: al contrari, la majoria no ho són, ja que la mort per martiri va ser excepcional, considerada globalment.
En molts nínxols es conservaven les làpides que els segellaven, on podia haver-hi el nom del difunt, l'edat, la data de la mort o símbols com el crismó o un ram, símbol de victòria sobre la mort. En "cercar màrtirs" s'hi cercaven enterraments on hi hagués representada la palma, símbol de martiri, el crismó XP o les lletres "B.M." (interpretades com a inicials de “beat màrtir"), i on es trobés algun ungüentari o flascó, ja que a les tombes dels màrtirs es deixava el lacrimatorium amb restes de sang o terra o draps ensangonats, com a testimoni del martiri. La mera existència d'un d'aquests indicis feia creure que la tomba corresponia a un màrtir cristià. Així, en 1668, la Congregació per al Cult decretà que sempre que hi hagués aquest vas calia considerar-lo senyal de martiri; la realitat, però, és que no sempre ho és, ja que sovint es tractava de vasos per a bàlsams i olis funeraris, sense cap relació amb un martiri.
De vegades, la làpida duia inscrit un nom, que hauria d'ésser el del "màrtir"; quan el nom no hi era, en el moment de l'exhumació se li atribuïa un nom: el del bisbe o papa del moment, el del titular de l'església que havia demanat el cos, el de les catacumbes d'on es treia, el del sant del dia que es feia l'exhumació, etc. De vegades, són noms purament descriptius: Fèlix (feliç), Víctor (victoriós), Donat, Pius, etc., que es treien d'adjectius presents a les inscripcions i que benintencionadament es van malinterpretar com a noms propis. Això ha provocat moltes confusions i identificacions errònies, i la proliferació de relíquies falses atribuïdes a algun sant més conegut que té el mateix nom.
Tot plegat, el cos sant era una relíquia que es pensava que era d'algun dels primers cristians de Roma, la qual cosa reforçava el vincle del temple que havia de guardar la relíquia amb la Santa Seu, i d'un màrtir testimoni de la fe i, per tant, digne de veneració i exemple a seguir.

## Veneració
Un cop portat a l'església destinatària, el cos s'exposava a la veneració pública. Sovint, sobretot als segles XVII-XVIII, en urnes de vidre on s'exposava el cos o l'esquelet en posició jacent. Sovint, les restes es cobrien de cera, donant a la figura un aspecte real. A llocs com Baviera o Sud-amèrica era costum de vestir-ne els esquelets, mostrant-los al públic en posicions diferents, com si fossin vius.
Es troben cossos sants a tot tipus d'esglésies i capelles, públiques i privades. El poc fonament de l'atribució a màrtirs d'aquestes relíquies va fer que se'n dubtés de la validesa del culte. El culte a les relíquies és avui recomanat, però no imposat per l'Església; el Concili Vaticà II, per no eliminar cultes ja tradicionals i d'arrel immemorial, diu: "L'Església, segons les seves tradicions, venera els sants, les seves relíquies autèntiques i les seves imatges".
Avui, el culte a aquestes relíquies és molt divers: des de cossos sant que han deixat de venerar-se i s'han retirat del culte com a llegendaris (com el cos del Sant Innocent de la Catedral de Barcelona, venerat des del segle xiii i avui retirat de l'altar), cossos que han caigut en l'oblit i es mantenen a les esglésies sense culte, o cossos que, normalment per ésser patrons d'un lloc, mantenen viva la tradició i continuen rebent la veneració popular, com ara Fèlix, el patró de Vilafranca del Penedès.